# Wencheng (sockenhuvudort i Kina, Henan Sheng, lat 33,06, long 113,80)
Wencheng är en sockenhuvudort i Kina. Den ligger i provinsen Henan, i den centrala delen av landet, omkring 190 kilometer söder om provinshuvudstaden Zhengzhou. Antalet invånare är 24 691. Befolkningen består av 12 072 kvinnor och 12 619 män. Barn under 15 år utgör 23,0 %, vuxna 15-64 år 65 %, och äldre över 65 år 11,0 %.
Runt Wencheng är det ganska tätbefolkat, med 239 invånare per kvadratkilometer. Närmaste större samhälle är Zhushi, 8,5 km öster om Wencheng. Trakten runt Wencheng består till största delen av jordbruksmark.
Genomsnittlig årsnederbörd är 968 millimeter. Den regnigaste månaden är juli, med i genomsnitt 178 mm nederbörd, och den torraste är januari, med 9 mm nederbörd.